# Chaetotyphula
Chaetotyphula es un género de hongos en la familia Pterulaceae. El género se encuentra distribuido por lo general en zonas tropicales, y contiene siete especies.